# Людовик Французский (герцог Орлеанский)
Людовик III Орлеанский (фр. Louis d’Orléans; 3 февраля 1549, Фонтенбло — 24 октября 1550, Мант-ла-Жоли) — герцог Орлеанский, второй сын и четвёртый ребёнок в семье Генриха II, короля Франции и Екатерины Медичи. Брат трёх королей Франции — Франциска II, Карла IX и Генриха III.

## Биография
В семье Генриха II и Екатерины Медичи долго не рождались дети. Только к 1544 году родился первый сын, а потом — принцессы Елизавета и Клод. Людовик вслед за ними родился во дворце Фонтенбло 3 февраля 1549 года и был вторым в очереди наследовании французской короны. Как и его старший брат, был отдан на воспитание Диане де Пуатье. По некоторым данным, его хотели сделать наследником герцога Урбинского, но планы не были осуществлены. После крещения он умер в городе Мант-ла-Жоли 24 октября 1550 года.